# Coupe de Russie 2004
Navigation
Édition précédente Édition suivante
La Coupe de Russie est une compétition internationale de patinage artistique qui se déroule en Russie au cours de l'automne. Elle accueille des patineurs amateurs de niveau senior dans quatre catégories: simple messieurs, simple dames, couple artistique et danse sur glace.
La neuvième Coupe de Russie est organisée du 25 au 28 novembre 2004 à la petite arène sportive Loujniki de Moscou. Elle est la sixième compétition du Grand Prix ISU senior de la saison 2004/2005.

## Résultats

### Messieurs
| Rang    | Nom                  | Pays        | Points | Programme court | Programme court | Programme libre | Programme libre |
| ------- | -------------------- | ----------- | ------ | --------------- | --------------- | --------------- | --------------- |
| 1       | Evgeni Plushenko     | Russie      | 233.45 | 1               | 74.95           | 1               | 158.50          |
| 2       | Johnny Weir          | États-Unis  | 207.99 | 2               | 71.25           | 2               | 136.74          |
| 3       | Zhang Min            | Chine       | 186.04 | 6               | 61.48           | 3               | 124.56          |
| 4       | Shawn Sawyer         | Canada      | 176.74 | 3               | 63.32           | 4               | 113.42          |
| 5       | Evan Lysacek         | États-Unis  | 172.45 | 4               | 61.95           | 6               | 110.50          |
| 6       | Andrei Lezin         | Russie      | 167.75 | 7               | 55.17           | 5               | 112.58          |
| 7       | Andrei Griazev       | Russie      | 166.56 | 5               | 61.86           | 8               | 104.70          |
| 8       | Sergei Davydov       | Biélorussie | 158.85 | 9               | 50.55           | 7               | 108.30          |
| 9       | Anton Kovalevski     | Ukraine     | 146.11 | 10              | 48.25           | 9               | 97.86           |
| 10      | Aidas Reklys         | Lituanie    | 127.03 | 11              | 41.69           | 10              | 85.34           |
| Abandon | Kevin Van Der Perren | Belgique    |        | 8               | 54.83           |                 |                 |

### Dames
| Rang | Nom                | Pays        | Points | Programme court | Programme court | Programme libre | Programme libre |
| ---- | ------------------ | ----------- | ------ | --------------- | --------------- | --------------- | --------------- |
| 1    | Irina Sloutskaïa   | Russie      | 183.02 | 1               | 61.12           | 1               | 121.90          |
| 2    | Shizuka Arakawa    | Japon       | 155.52 | 3               | 56.70           | 3               | 98.82           |
| 3    | Júlia Sebestyén    | Hongrie     | 155.06 | 4               | 56.08           | 2               | 98.98           |
| 4    | Ielena Sokolova    | Russie      | 147.94 | 5               | 51.18           | 4               | 96.76           |
| 5    | Annette Dytrt      | Allemagne   | 136.20 | 6               | 49.62           | 6               | 86.58           |
| 6    | Galina Maniachenko | Ukraine     | 136.16 | 7               | 49.32           | 5               | 86.84           |
| 7    | Carolina Kostner   | Italie      | 128.92 | 2               | 57.50           | 10              | 71.42           |
| 8    | Liu Yan            | Chine       | 119.60 | 11              | 38.00           | 8               | 81.60           |
| 9    | Daria Timoshenko   | Azerbaïdjan | 116.74 | 12              | 34.86           | 7               | 81.88           |
| 10   | Jennifer Kirk      | États-Unis  | 114.54 | 10              | 39.18           | 9               | 75.36           |
| 11   | Tatiana Basova     | Russie      | 108.26 | 8               | 41.94           | 12              | 66.32           |
| 12   | Elina Kettunen     | Finlande    | 106.74 | 9               | 40.10           | 11              | 66.64           |

### Couples
| Rang    | Nom                                    | Pays       | Points | Programme court | Programme court | Programme libre | Programme libre |
| ------- | -------------------------------------- | ---------- | ------ | --------------- | --------------- | --------------- | --------------- |
| 1       | Zhang Dan / Zhang Hao                  | Chine      | 167.70 | 1               | 57.56           | 1               | 110.14          |
| 2       | Julia Obertas / Sergei Slavnov         | Russie     | 158.92 | 2               | 56.46           | 2               | 102.46          |
| 3       | Aljona Savchenko / Robin Szolkowy      | Allemagne  | 151.38 | 7               | 49.18           | 3               | 102.20          |
| 4       | Jennifer Don / Jonathon Hunt           | États-Unis | 149.38 | 3               | 55.58           | 5               | 93.80           |
| 5       | Tatiana Volosozhar / Stanislav Morozov | Ukraine    | 148.18 | 6               | 49.46           | 4               | 98.72           |
| 6       | Maria Mukhortova / Maksim Trankov      | Russie     | 130.66 | 5               | 49.54           | 8               | 81.12           |
| 7       | Tiffany Scott / Philip Dulebohn        | États-Unis | 128.84 | 10              | 42.92           | 6               | 85.92           |
| 8       | Elizabeth Putnam / Sean Wirtz          | Canada     | 128.74 | 9               | 44.98           | 7               | 83.76           |
| 9       | Natalia Shestakova / Pavel Lebedev     | Russie     | 128.34 | 8               | 48.06           | 9               | 80.28           |
| Abandon | Dorota Zagórska / Mariusz Siudek       | Pologne    |        | 4               | 52.08           |                 |                 |

### Danse sur glace
| Rang | Nom                                | Pays               | Points | Danse imposée | Danse imposée | Danse originale | Danse originale | Danse libre | Danse libre |
| ---- | ---------------------------------- | ------------------ | ------ | ------------- | ------------- | --------------- | --------------- | ----------- | ----------- |
| 1    | Tatiana Navka / Roman Kostomarov   | Russie             | 223.14 | 1             | 44.69         | 1               | 66.77           | 1           | 111.68      |
| 2    | Olena Hrushyna / Ruslan Honcharov  | Ukraine            | 208.87 | 2             | 39.83         | 2               | 63.23           | 2           | 105.81      |
| 3    | Federica Faiella / Massimo Scali   | Italie             | 191.27 | 4             | 35.42         | 3               | 56.94           | 3           | 98.91       |
| 4    | Oksana Domnina / Maksim Chabaline  | Russie             | 187.51 | 3             | 36.79         | 4               | 54.19           | 4           | 96.53       |
| 5    | Sinead Kerr / John Kerr            | Royaume-Uni        | 166.13 | 5             | 30.75         | 5               | 48.85           | 6           | 86.53       |
| 6    | Natalia Gudina / Alexei Beletski   | Israël             | 166.02 | 6             | 30.60         | 6               | 47.84           | 5           | 87.58       |
| 7    | Jana Khokhlova / Sergey Novitski   | Russie             | 156.15 | 7             | 29.76         | 7               | 44.99           | 7           | 81.40       |
| 8    | Nozomi Watanabe / Akiyuki Kido     | Japon              | 150.61 | 8             | 27.17         | 8               | 43.56           | 8           | 79.88       |
| 9    | Alexandra Kauc / Michał Zych       | Pologne            | 140.43 | 9             | 25.44         | 9               | 41.58           | 9           | 73.41       |
| 10   | Diana Janostakova / Jiri Prochazka | République tchèque | 131.91 | 10            | 24.56         | 10              | 39.01           | 10          | 68.34       |
| 11   | Kendra Goodwin / Brent Bommentre   | États-Unis         | 128.17 | 11            | 23.68         | 11              | 36.27           | 11          | 68.22       |

## Sources
- Résultats de la Coupe de Russie 2004 sur le site de l'ISU
- Patinage Magazine N°95 (Hiver 2004/2005)